# Гаджега Юлій Петрович
Юлій Петрович Гаджега (псевдонім: Юлій Русак; 16 січня 1879, Руське Поле, Закарпаття, Австро-Угорщина — 1 грудня 1947, Львів, УРСР) — історик, журналіст, письменник, релігійний і культурний діяч-москвофіл. Доктор богослов'я.

## Життєпис
Народився в селі Руське Поле (нині село Тячівського району Закарпаття). Закінчив богословський факультет Будапештського університету (1900). 1902 року висвячений на священика; у 1904—1907 роках — помічник священика в місті Шаторальяуйхей (Угорщина); у 1907—1933 та 1945—1947 роках — професор богослов'я Ужгородської духовної семінарії, директор Ужгородської греко-католицької дівочої школи у 1920-х роках. У 1933—1945 роках — на пенсії.
У листопаді 1919 року увійшов до складу недовгочасної Директорії Підкарпатської Русі.
Одночасно з обов'язками священика й викладача займався науковою та публіцистичною діяльністю. Писав книги й статті (російською мовою) світського та духовного характеру, праці на історичну тематику, досліджував, зокрема, наукову діяльність історика Юрія Венеліна, історію Ужгородської духовної семінарії і товариства св. Василія Великого. Засуджував насадження атеїстичних поглядів у СРСР. Перед визволенням Закарпатської України Червоною армією офіційно відмовився від громадської та літературної діяльності, але все-таки був засуджений.
Помер у в'язниці міста Львів.
7 жовтня 1992 року реабілітований президією Закарпатського обласного суду.

## Творчість
- Статьи по вопросам «православия», народности и католичества. — Ужгород, 1921.
- Руководство по изучению вопроса воссоединения восточной и западной церквей. — Ужгород, 1922.
- История Общества св. Василия Великого и речь ко дню 60-летия от его учреждения. — Ужгород, 1925.
- Очерки культурной исторіи Подкарпатской Руси. — Ужгород, 1927.
- Краткий обзор научной деятельности Юрия Ивановича Венелина (Гуцы): Лекция, читанная 4/XI. 1926 г. — Ужгород, 1927.
- Два исторических вопроса: (Старожилы ли карпатороссы и о началах христианской религии на Подкарпатской Руси). — Ужгород, 1928.
- История Ужгородской богословской семинарии в ее главных чертах. — Ужгород, 1928.
- Проклятие коммунизму — большевизму. — Ужгород, 1937.
- Коммунисты-фарисеи. — Ужгород, 1938.
- Воспоминания. — Ужгород, 1938.